# Desmoncus polyacanthos
Desmoncus polyacanthos (nome comum: jacitara) é uma palmeira da América do Sul.